# Paleofyticum
| Era (dieren)                                                                   | Era (planten) | Periode   |
| ------------------------------------------------------------------------------ | ------------- | --------- |
| Cenozoïcum                                                                     | Cenofyticum   | Kwartair  |
| Cenozoïcum                                                                     | Cenofyticum   | Neogeen   |
| Cenozoïcum                                                                     | Cenofyticum   | Paleogeen |
| Mesozoïcum                                                                     | Cenofyticum   | Krijt     |
| Mesozoïcum                                                                     | Mesofyticum   | Jura      |
| Mesozoïcum                                                                     | Mesofyticum   | Trias     |
| Paleozoïcum                                                                    | Mesofyticum   | Perm      |
| Paleozoïcum                                                                    | Paleofyticum  | Perm      |
| Paleozoïcum                                                                    | Carboon       |           |
| Paleozoïcum                                                                    | Devoon        |           |
| Paleozoïcum                                                                    | Siluur        |           |
| Paleozoïcum                                                                    | Ordovicium    |           |
| Paleozoïcum                                                                    | ???           |           |
| Vergelijking van era's uit de paleozoölogie (dieren) en paleobotanie (planten) |               |           |

Het Paleofyticum (ook wel gespeld als Paleophyticum) is een onofficieel era in de geologische tijdschaal, gebaseerd op de evolutie van de planten. In de officiële geologische tijdschaal worden de laatste 500 miljoen jaar ingedeeld in de era's Cenozoïcum, Mesozoïcum en Paleozoïcum, een indeling die vooral gebaseerd is op de evolutie van dieren. Deze driedeling is minder geschikt voor de evolutie van planten.
Het Paleofyticum begint met de opkomst van de eerste landplanten in het Ordovicium of de eerste vaatplanten in het Siluur. Het gaat over in het Mesofyticum als gedurende het Perm de zaadplanten de flora's gaan domineren. Tijdens het Paleofyticum worden de flora's gedomineerd door sporofyte groepen (sporenplanten) zoals varens of Lycophyta. Over de precieze verwantschappen tussen deze soorten en hedendaagse planten is nog weinig met zekerheid bekend.